# إدوارد ميلر
إدوارد ميلر (1 يناير 1908 وودج بولندا - 1 يناير 1987) هو لاعب كرة قدم بولندي سابق كان يلعب كلاعب وسط.